# Санд-Сіті (Каліфорнія)
Санд-Сіті (англ. Sand City) — місто (англ. city) в США, в окрузі Монтерей штату Каліфорнія. Населення — 325 осіб (2020).

## Географія
Санд-Сіті розташований за координатами 36°37′19″ пн. ш. 121°50′51″ зх. д. / 36.62194° пн. ш. 121.84750° зх. д. (36.621903, -121.847525).  За даними Бюро перепису населення США в 2010 році місто мало площу 7,58 км², з яких 1,46 км² — суходіл та 6,12 км² — водойми.

## Демографія
Згідно з переписом 2010 року, у місті мешкали 334 особи в 128 домогосподарствах у складі 59 родин. Густота населення становила 44 особи/км².  Було 145 помешкань (19/км²).
Расовий склад населення:
| - 66,8 % — білих - 4,8 % — азіатів - 3,9 % — чорних або афроамериканців - 0,9 % — корінних американців - 0,3 % — вихідців з тихоокеанських островів - 18,3 % — осіб інших рас |

До двох чи більше рас належало 5,1 %. Частка іспаномовних становила 36,8 % від усіх жителів.
За віковим діапазоном населення розподілялося таким чином: 17,7 % — особи молодші 18 років, 79,6 % — особи у віці 18—64 років, 2,7 % — особи у віці 65 років та старші. Медіана віку мешканця становила 34,1 року. На 100 осіб жіночої статі у місті припадало 124,2 чоловіків;  на 100 жінок у віці від 18 років та старших — 139,1 чоловіків також старших 18 років.
Середній дохід на одне домашнє господарство  становив 58 644 долари США (медіана — 40 625), а середній дохід на одну сім'ю — 58 432 долари (медіана — 32 679). За межею бідності перебувало 30,8 % осіб, у тому числі 49,4 % дітей у віці до 18 років та 5,9 % осіб у віці 65 років та старших.
Цивільне працевлаштоване населення становило 138 осіб. Основні галузі зайнятості: мистецтво, розваги та відпочинок — 34,1 %, будівництво — 13,8 %, освіта, охорона здоров'я та соціальна допомога — 12,3 %.